# Контр-адмирал (Великобритания)
Контр-адмирал (англ. Rear admiral) — военно-морское звание Королевского ВМФ Великобритании. Соответствует званию «Генерал-майор» в Британской Армии и Королевской морской пехоте; и званию «Вице-маршал авиации» в Королевских ВВС. Является «двухзвёздным» званием (по применяемой в НАТО кодировке — OF-7).

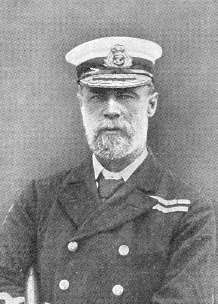
Сэр Артур Уилсон — один из носителей данного звания (22 июня 1895 года)

Следует за званием «Коммодор» и предшествует званию «Вице-адмирал».

## История
Звание возникло в XVI веке, во времена морских «цветных» парусных эскадр, когда каждой морской эскадре назначался адмирал в качестве ее главы. Адмирал командовал с центрального судна и руководил действиями эскадры. Адмиралу, в свою очередь, оказывал помощь вице-адмирал, который командовал головными кораблями, на которые ложилась основная тяжесть морского сражения. В тылу военно-морской эскадры третий адмирал командовал оставшимися кораблями, и, поскольку считалось, что эта часть эскадры находится в наименьшей опасности, адмирал, командующий тылом, обычно был самым младшим из адмиралов эскадры. Это сохранилось и в современную эпоху, когда звание контр-адмирала является самым младшим из адмиралтейских званий многих военно-морских сил. До 1864 года Королевский ВМФ был разделен на «цветные» эскадры, которые добавляли в название воинского звания окончание в виде названия цвета (Rear-Admiral of the Red). В течение этого периода штандарты «цветных» Контр-адмиралов менялись несколько раз. Звание контр-адмирала Королевского ВМФ следует отличать от должности контр-адмирала Соединенного Королевства, которая является должностью Адмиралтейства, обычно занимаемой старшим (и, возможно, отставным), «полным» адмиралом.

## Галерея

Погон
Погон до 2001 года[3]
Нарукавные знаки различия